# Сєдов Леонід Іванович
Леонід Іванович Сєдов (2 [14] листопада 1907, Ростов-на-Дону — 5 вересня 1999, Москва) — радянський, російський фізик, механик і математик, академік АН СРСР. Герой Соціалістичної Праці, лауреат Сталінської премії другого ступеня.

## Біографія
Народився в Ростові-на-Дону 14 листопада 1907 року в родині студента гірничого інституту, батько — Іван Георгійович Сєдов. Мати — Раїса Михайлівна. У 1924 році вступив на педагогічний факультет Ростовського університету. У 1926 році перевівся на фізико-математичний факультет Московського університету, який закінчив у 1930 році. Навчався в одній групі з майбутнім академіком Левом Понтрягіним, своєю дружиною Галею Толстою.
З 1930 року до кінця 1947 року працював у Центральному аеродинамічному інституті, учасник семінару загальнотеоретичної групи ЦАДІ під керівництвом С. А. Чаплигіна. Паралельно з 1937 року викладав у МДУ.
Ступінь кандидата технічних наук отримав у 1936 році без захисту. У 1937 році захистив дисертацію на здобуття наукового ступеня доктора фізико-математичних наук за темою «Теорія плоских рухів ідеальної рідини». Професор з 1937 року. З 1938 по 1941 рік — завідувач кафедри теоретичної механіки Воєнно-інженерної академії імені В. В. Куйбишева.
Сєдову належить точне рішення задачі про сильний вибух, опубліковане в 1945 році. Леонід Сєдов встановив закони поширення вибухової хвилі і розподілу газодинамічних величин за фронтом хвилі у випадках сферичної, циліндричної і плоскої симетрії. В цей же час ним була вирішена задача про сферичний і циліндричний поршень у газі. Це дослідження стало суттєвим внеском до теорії газових машин. Праця Сєдова «Поширення сильних вибухових хвиль» (1946) удостоєна премії імені С. А. Чаплигіна АН СРСР. Надалі теорії поширення вибухових хвиль було присвячено багато наукових робіт його учнів, зокрема, Олени Красильщикової
З 1946 року член-кореспондент Академії наук СРСР. З 1953 року дійсний член АН СРСР. Був головним редактором журналу «Космічні дослідження», заступником головного редактора журналу «Доповіді АН СРСР», членом редколегії журналу «Прикладна математика і механіка», членом Головної редколегії інформаційних видань ВІНІТІ.
З 1947 по 1956 року працював в ЦІАМ. Паралельно з 1954 р. обіймав посаду завідувача відділу механіки в математичному інституті АН СРСР. З 1947 по 1949 рік Леонід Сєдов — заступник начальника з наукової роботи НДІ-1 (Інститут теплових процесів). З 1950 по 1953 рік — завідувач кафедри теоретичної механіки Московського фізико-технічного інституту. З 1953 по 1999 рік — завідувач кафедри гідромеханіки механіко-математичного факультету МДУ.
У 1956 році увійшов до початкового складу Національного комітету СРСР з теоретичної та прикладної механіки. Обіймав посаду першого заступника голови комітету.
Був одним з академіків АН СРСР, які підписали в 1973 році лист вчених до газети «Правда» із засудженням «поведінки академіка Сахарова А. Д.». У листі радянський дисидент звинувачувався в тому, що він «виступив з низкою заяв, які ганьблять державний устрій, зовнішню і внутрішню політику Радянського Союзу», а його правозахисну діяльність академіки оцінювали як таку, що «ганьбить честь і гідність радянського вченого».
Раптово помер 5 вересня 1999 року. Похований у Москві на Троєкуровському кладовищі в Москві.

## Наукова діяльність
Основні роботи з гідро — та аеромеханіки, механіки суцільного середовища та теорії подібності. Докладно розглянув наступні проблеми:
- постановка і вирішення завдань щодо посадки гідролітаків на воду;
- постановка і вирішення завдань швидкого занурення тіл у нестисливу рідину;
- побудова теорії лінеаризованої задачі про глісування з урахуванням сили тяжіння і бризкових струменів;
- побудова теорії тонкого крила в плоскій задачі;
- розробка базових ідей в аеродинаміці нестаціонарних обтікань крил;
- розвиток ефективних методів розв'язання задач про поліплани «тандем»;
- формулювання (1946) автомодельної постановки задачі про сильний точковий вибух у газі (незалежно від Лева Ландау і Кирила Станюковича, початок 1940-х рр.[18][19][20]; Джона Тейлора, 1941[21]) та отримання її аналітичного рішення[22][23] (незалежно від Джона фон Неймана, 1941[24][25]).

Розробив математичну теорію глісування поверхнею важкої рідини. Одержав розв'язки задач про удар тіл об воду і глісування. Вивів формули аеродинамічних сил і моментів для деформівних крил, отримав формули аеродинамічних сил при русі крил, що не встановився, зокрема, під час вібрацій. Узагальнив теорему Жуковського на випадок довільних рухів крила, побудував новий математичний метод рішення завдань про обтікання профілів крил. Застосував цей метод в теорії тонкого крила, а потім в теорії хвиль, теорії пружності, теорії фільтрації. Спільно з М. В. Келдишем дав ефективне розв'язання змішаної задачі для півплощини, задач Неймана і Діріхле для багатозв'язної зовнішності системи відрізків прямої (формула Сєдова — Келдиша).
Досліджував потенційне обтікання газом профілів і решіток. У теорії подібності і розмірності розробив методи постановки і рішення задач механіки, які склали основу цього наукового напрямку. Побудував теорію несталих автомодельних рухів газу, зокрема теорію поширення сильних ударних хвиль, отримав результати з теорії поверхневих хвиль, встановив закон пульсацій в ізотропній турбулентності. Вирішив ряд важливих задач газової динаміки. Розвинув загальну теорію побудови фізичних моделей матеріальних середовищ і полів на основі запропонованого ним базового варіаційного рівняння.
Розробив нові моделі суцільного середовища з урахуванням термодинамічних і електродинамічних явищ і метод знаходження рівняння руху та граничних умов на підставі сформульованого ним варіаційного принципу. Дав наближений метод дослідження течій з переходом через швидкість звуку. Розвинув нестаціонарну теорію ґраток.
Серія робіт присвячена додатку методів газової динаміки і методів подібності і розмірності до проблем астрофізики.

## Наукові праці
- Седов Л. И.. Теория плоских движений идеальной жидкости. — М. : Оборонгиз, 1939.
- Седов Л. И.. Плоские задачи гидродинамики и аэродинамики. — 3-е изд. — М., 1980.
- Седов Л. И.. Методы подобия и размерности в механике. — М. : Наука, 1977.
- Седов Л. И.. Механика сплошной среды (учебник в 2-х томах). — 6-е изд. — СПб. : Лань, 2004. — 528 с. + 560 с.
- Седов Л. И.. Мысли об учёных и науке прошлого и настоящего. — М. : Академия наук СССР, изд-во «Наука», 1973. — 120 с.
- Седов Л. И.. Размышления о науке и об учёных. — М. : Академия наук СССР, изд-во «Наука», 1980.
- Седов Л. И., Цыпкин А. Г.. Основы макроскопической теории гравитации и электромагнетизма. — М. : Наука, 1989. — ISBN 5-02-013805-3.
- Седов Л. И.. Об основных моделях механики. — М. : МГУ, 1992. — 151 с. — ISBN 5-211-01570-3.
- Седов Л. И.. Очерки, связанные с основами механики и физики. — М. : Знание, 1983. — 64 с.

## «Древо Сєдова»
Створив наукову школу в галузі механіки суцільних середовищ. Серед його безпосередніх учнів академіки Горимир Чорний, Самвел Григорян, Андрій Куликовський, Олександра Красильщикова

## Ушанування пам'яті
- У кабінеті в Інституті механіки МДУ, де понад 40 років пропрацював Л. В. Сєдов, в 2002 році відкрито меморіальний музей[13][26].
- Російським національним комітетом з теоретичної і прикладної механіки заснована і вручається щорічна премія імені Л. В. Сєдова за найкращі досягнення в галузі механіки рідини і газу та загальних основ механіки суцільного середовища[27].
- Інтеграл Сєдова[28] (в теорії автомодельных течій газу).
- Формула Келдиша — Сєдова[29] (в теорії функцій комплексного змінного)
- Варіаційний принцип Сєдова[30][31]

## Нагороди та премії
- Герой Соціалістичної Праці (13.11.1967)[13];
- орден «За заслуги перед Вітчизною» IV ступеня (1998);
- шість орденів Леніна (27.03.1954; 28.04.1963; 13.11.1967; 17.07.1975; 23.01.1980[32]; 13.11.1987);
- орден Трудового Червоного Прапора (16.09.1945; 17.06.1961);
- орден «Знак Пошани» (11.07.1943);
- медалі;
- Командор ордена Почесного легіону (Франція, 1971);
- Золота медаль імені А. М. Ляпунова (1974);
- медаль імені Ю. О. Гагаріна (1984);
- Золота медаль ВДНГ (1973, 1984).

Премії:
- Сталінська премія другого ступеня (1952) — за монографії «Плоскі задачі гідродинаміки і аеродинаміки» (1950) та «Методи подібності і розмірності в механіці» (1951)
- Ломоносовська премія (1954)
- премія імені А. Н. Крилова (1998) — за роботу «Одночасне моделювання вязкостного і хвильового опору корабля в дослідному басейні»
- премія імені С. А. Чаплигіна (1947)[33]

Почесні звання:
- заслужений професор Московського державного університету (1994)[34].